# Let a Man Come In and Do the Popcorn
"Let a Man Come In and Do the Popcorn" é uma canção funk de James Brown. A gravação de Brown em 1969 foi dividida em duas partes que foram lançadas consecutivamente como singles. Ambas as partes entraram nas paradas. A Parte Um alcançou o número 2 da parada R&B e número 21 da parada Pop e a Parte Dois alcançou o número 6 da parada R&B e número 40 da parada Pop. A gravação completa foi incluída no álbum de 1970 It's a New Day – Let a Man Come In.